# أتاناسيو أغيري
أتاناسيو أغيري (بالإسبانية: Atanasio Cruz Aguirre) (و. 1801 – 1875 م) هو سياسي من الأوروغواي ولد في مونتيفيديو.